# Бой под Унивом
Бой под Унивом (укр. Бій під Унівом) — бой между войсками НКВД СССР и силами ВО-3 «Лысоня» УПА-Запад, который состоялся с 30 сентября по 1 октября 1944 недалеко от монастыря Уневская лавра. Закончился тактической победой советских войск, но уничтожить основные силы украинских повстанцев не удалось.

## Предыстория
В конце сентября 1944 года командование НКВД получило информацию о том, что сильное подразделение УПА дислоцируется в восьми километрах к северо-востоку от Перемышлянов. Для его ликвидации в этот район были отправлены подразделения 17-й бригады численностью около 450 человек под командованием подполковника С. Г. Бромберга. В указанном районе дислоцировался курень УПА под командованием Дмитрия Карпенко-«Ястреба». Украинская повстанческая разведка в свою очередь также сообщала о концентрации советских войск, но считалось, что это было просто прочёсывание села.

## Ход боя
Бой состоялся 30 сентября 1944 года, около монастыря Уневская лавра. Со стороны УПА бой принял курень «Сероманцев», сотня самообороны Владимира Зобкива-«Косы» и сотня «Довбни». Противостояла украинским повстанцам 17 бригада внутренних войск НКВД численностью до 1500 солдат. Советские войска применили тяжелое оружие, включая танки с разведывательными самолетами.
С 9 утра до 23 часов вечера войска НКВД при поддержке орудий, минометов, танков, провели 22 атаки, которые были отражены украинскими повстанцами. Бойцы УПА несколько раз контратаковали. Ночью, несмотря на окружение, УПА, разделившись на небольшие группы, начала прорыв из "котла" в сторону Пнятина. Войска НКВД отправили в погоню за повстанцами группу из 50 человек при поддержке четырех танков. Советские войска догнали партизан в Пнятине, когда они остановились там на отдых. Танки обстреляли позиции УПА, нанеся дополнительные сильные потери повстанцам. По украинским источникам атака внутренних  войск НКВД была остановлена Дмитрием Карпенко, "Ястреб" лично повредил из противотанкового ружья один из танков.
По советским данным, украинские партизаны понесли потери в 165 убитыми и 15 пленными. У НКВД было 6 убитых и 32 раненых. НКВД захватили два противотанковых орудия, пять пулеметов и 31 винтовку. УПА признали потери в 17 убитых и 25 раненых под Унивом, 7 убитыми и 8 ранеными в Пнятине. По их оценкам, у войск НКВД было 170 убитых и 120 раненых или даже 303 убитых.
Сотня «Сероманцы» несет ответственность за многочисленные преступления против польских мирных жителей.